# Каллинг, Пер
Граф (c 1771, с 1751 года — барон) Пер Каллинг (швед. Pehr Kalling; 1701, Стокгольм — 3 марта 1795, Мирё, Эребру) — шведский генерал-лейтенант (1763), андреевский и александровский кавалер (1766).

## Биография
Родился в 1700 году в Стокгольме в дворянской семье. В 1710 году стал придворным пажом, а в 1717 году начал служить прапорщиком в шведской Лейб-гвардии. В этом качестве участвовал в осаде Фредриксхальда, которая была его боевым крещением.
В 1734 году перешёл на французскую службу, стал капитаном пехотного полка и адъютантом полкового командира. Прослужил во Франции несколько лет, участвовал в Войне за польское наследство, но не добился никаких серьёзных карьерных успехов и в 1737 году вышел в отставку и вернулся в Швецию. Там он снова поступил на военную службу с чином лейтенанта, а до капитана был повышен только в 1741 году.
В дальнейшем Каллинг участвовал в неудачной для Швеции Русско-шведской войне, однако для него лично последующие годы были благоприятными в карьерном отношении. В 1743 году он стал камергером, в 1744 — подполковником. К 1748 году он был полковником, командиром полка и флигель-адъютантом; в том же году был сделан кавалером ордена Меча.
В 1751 году получил от короля баронский титул, в 1757 году был повышен до генерал-майора и в этом качестве принимал участие в Померанской войне.
В 1763 году был повышен до генерал-лейтенанта. В 1765 году стал членом риксдага (парламента) Швеции, в котором стал одним из ключевых членов так называемой партия «колпаков».
В 1766 году Каллинг был награждён высшим российским орденом Святого Андрея Первозванного. Точный контекст этого награждения неясен, но, вероятно, императрица Екатерина II рассматривала Каллинга, как влиятельного сторонника России в тогдашней шведской политике. «В комплекте» с  орденом Андрея Первозванного традиционно производилось награждение и орденом Святого Александра Невского.
В 1769 году партия «колпаков» лишилась власти и Каллинг потерял своё место в риксгдаге, но уже в 1771 году вновь вошёл в его состав. В том же году он получил графский титул.
Во время так называемого переворота Густава III Каллинг возглавлял гарнизон Стокгольма, и в этой должности пытался, но не смог остановить короля. Он был арестован и ненадолго заключен в тюрьму сторонниками короля, а затем освобождён, но снова исключен из состава риксдага и в дальнейшем не занимал никаких должностей.
С 1749 года Каллинг был женат  на графине Кристине Маргарете Элеоноре Поссе (1725–1812), дочери полковника. Оба его сына в дальнейшем стали членами риксдага (один из них также имел чин майора шведской армии), а дочь вышла замуж за представителя дворянской семьи Армфельт. Владел поместьем в Мирё в приходе Ринкаби неподалёку от Эребру, которое капитально перестроил по проекту архитектора Карла Юхана Кронштедта, и в которое он удалился после отставки.
Скончался в 1795 году в возрасте 95 лет в своём поместье Мирё и был похоронен в приходской церкви в Ринкаби.